# Теплий Стан (район Москви)
Теплий Стан — район у Москві (Росія), розташований у Південно-Західному адміністративному окрузі, а також відповідне йому однойменне внутрішньоміське муніципальне утворення.

## Походження назви
Свою назву район отримав від двох сіл — Нижні Теплі Стани і Верхні Теплі Стани.
За однією версією, етимологія топоніма пов'язана з ординським нашестям — на цій території зимувало в утеплених шатрах татарське військо. За іншим припущенням, словом «стан» звалося місце зупинки подорожніх для відпочинку, а «теплий» тлумачиться як «облаштований для зимового житла, опалювальний»..
Село Теплий Стан також дало найменування Теплостанській височині, станції метро «Теплий Стан» і вулиці в Москві.

## Показники району
За даними на 2010 рік площа району становить 750 га. Площа житлового фонду — 2406,4 тис. м² (2010 рік).